# Compañía de Santa Úrsula de la Santísima Virgen
La Compañía de Santa Úrsula de la Santísima Virgen (en latín: Societas Santae Ursulae), también conocida como Compañía de Santa Úrsula de Tours, es un congregación religiosa católica femenina, de vida apostólica y de derecho pontificio, fundada en 1814 por la religiosa francesa Claudine Roland de Bussy en Tours. A las religiosas de este instituto se les conoce como Religiosas de la Compañía de Santa Úrsula de la Santísima Virgen o simplemente como ursulinas de Tours y posponen a sus nombres la siglas S.U..

## Historia

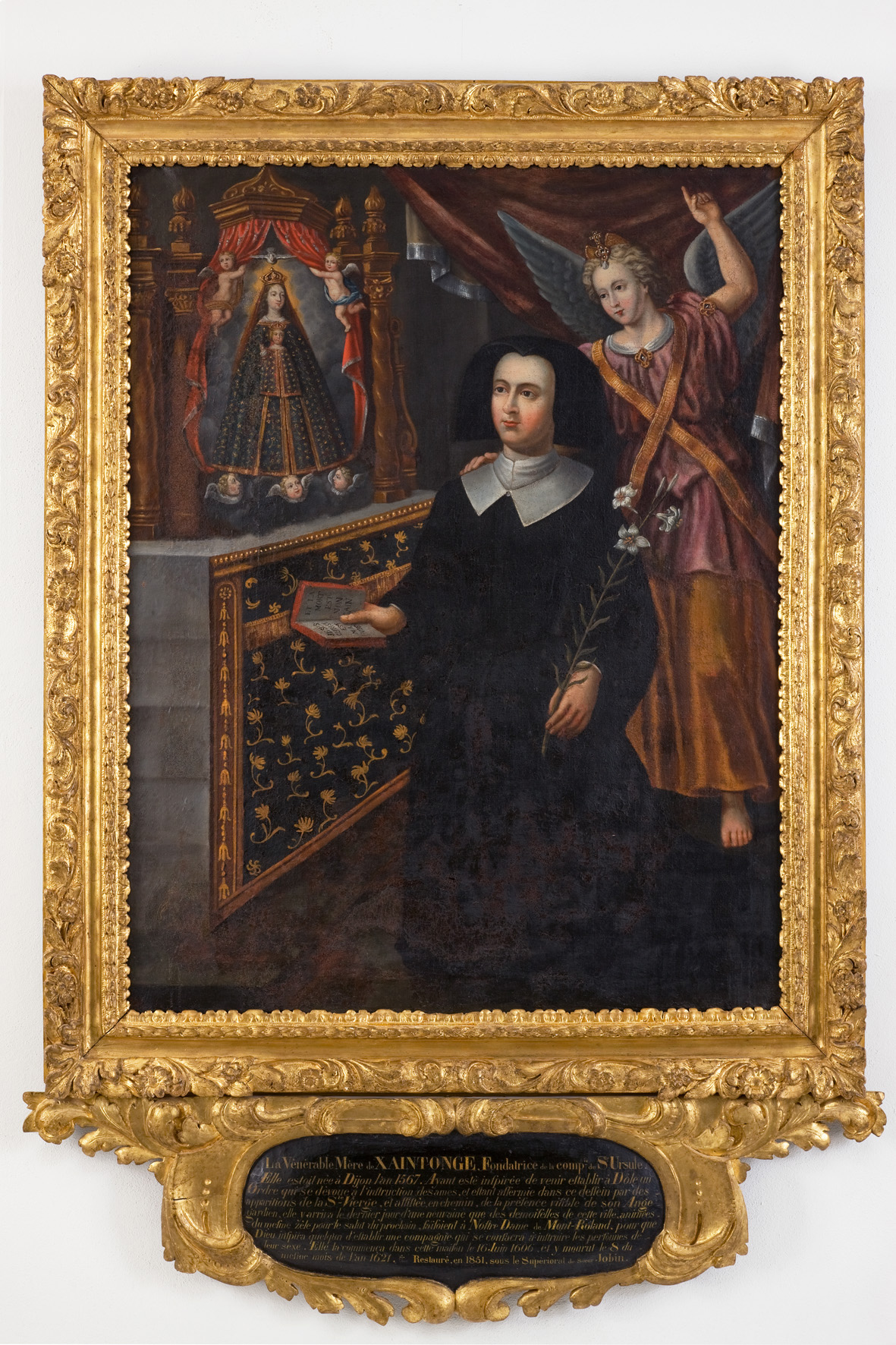
Anne de Xainctonge (1567-1621), en cuyo proyecto se inspiró la fundadora de la congregación.

La congregación hunde sus raíces en la Compañía de Santa Úrsula fundada por Anne de Xainctonge en 1585, en Dole, en el departamento de Jura (Francia). En este monasterio entró la religiosa Claudine Roland de Bussy, pero, debido a la Revolución francesa, la comunidad fue disuelta. Roland se trasladó a París y aunque en 1801 la congregación fue restablecida, no pudo regresar. En 1814, Louis-Mathias de Barral, arzobispo de Tours, le ofreció hacerse cargo de un colegio en su arquidiócesis. De ese modo, con algunas compañeras se hizo cargo de la escuela y dio inicio a una nueva congregación de mujeres, con el mismo carisma del instituto de Anne de Xainctonge. Para evitar confusiones añadió el título de la Santísima Virgen.
La Compañía de Santa Úrsula de la Santísima Virgen fue aprobada por el papa León XIII en 1899. A causa de las leyes anticongregacionalistas de 1901, las religiosas tuvieron que abandonar Francia, lo que permitió la expansión del instituto por los Estados Unidos, Bélgica y Países Bajos.

## Religiosas ilustres
Aunque las ursulinas de Tours tienen un origen independiente, entre los personajes importantes de la congregación resalta la figura de Anne de Xainctonge (1567-1621), considerada la fundadora del instituto, puesto que el carisma de Claudine Roland provenía de su congregación. Anne fue declarada venerable por el papa Juan Pablo II el 14 de mayo de 1991. Por otra parte, no se puede pasar por alto el hecho de que Claudine Roland de Bussy es la fundadora formal, por lo que en el instituto se la recuerda con particular devoción.

## Organización
La Compañía de Santa Úrsula de la Santísima Virgen es un instituto religioso de derecho pontificio y centralizado, cuyo gobierno es ejercido por una superiora general. La sede central se encuentra en Saint-Cyr-sur-Loire (Francia).
Las ursulinas de Dole se dedican a la educación y formación cristiana de las jóvenes y su espiritualidad es ignaciana. En 2017, el instituto contaba con 64 religiosas y 14 comunidades, presentes en Francia, Estados Unidos y República Democrática del Congo.